# Ury
Ury – miejscowość i gmina we Francji, w regionie Île-de-France, w departamencie Sekwana i Marna.
Według danych na rok 1990 gminę zamieszkiwało 706 osób, a gęstość zaludnienia wynosiła 86 osób/km² (wśród 1287 gmin regionu Île-de-France Ury plasuje się na 716. miejscu pod względem liczby ludności, natomiast pod względem powierzchni na miejscu 472.).